# Кассана, Никколо
Никколо Кассана (итал. Niccolò Cassana; 1659, Венеция — 1714, Лондон) — итальянский живописец, родившийся в Венеции и работавший в эпоху позднего барокко. Известен под прозванием «Николетто». Его старший брат Джованни Агостино Кассана (1658—1720), известный как аббат Кассана, также был живописцем и почти исключительно писал натюрморты и животных.
Никколо учился рисунку и живописи у отца, Джованни Франческо Кассаны (1611, Генуя — 1691, Мирандола), живописца генуэзской школы, которого обучал искусству живописи Бернардо Строцци. Кассана посвятил себя главным образом выполнению «характерных голов» (teste di carattere) и портретов, оставаясь в рамках натурализма «тенеброзо» XVII века, но он также был автором картин на библейские и мифологические сюжеты.
Кассана написал получившую известность картину «Заговор Катилины» для галереи во Флоренции. Он также занимался реставрацией старинных картин. После успешного создания галереи портретов придворных семьи Медичи, а также некоторых представителей английской знати, Николетто был приглашён в Англию и представлен королеве Анне, которая позировала художнику для своего парадного портрета и оказала ему множество знаков внимания, сделав его придворным портретистом. Однако его произведения лондонского периода не сохранились. Несмотря на славу и признание в последние годы жизни Никколо Кассана пристрастился к алкоголю и скончался в Лондоне в 1714 году.
Одним из его учеников был Фортунато Паскетти.

## Галерея
- Анна Мария Луиза де Медичи. 1700. Холст, масло. Палаццо Питти, Флоренция
- Мужской портрет. Между 1680 и 1710. Холст, масло. Рейксмюсеум, Амстердам
- Великий герцог Фердинандо де Медичи. 1687. Холст, масло. Уффици, Флоренция
- Портрет великого герцога Тосканы Фердинандо II де Медичи. 1690-е. Холст, масло. Палаццо Питти, Флоренция
- Джан Гастон де Медичи. Ок. 1690. Холст, масло. Частное собрание
- Портрет господина в красном. Холст, масло. Ка-Реццонико, Венеция